# Alekséi Igonin
Aleksei Andreyevich Igonin (en ruso: Алексей Андреевич Игонин, nacido el 18 de marzo de 1976 en San Petersburgo) es un futbolista ruso, quien juega para el Anzhi Makhachkala.

## Selección
Él ha jugado para la Selección de fútbol de Rusia dos veces en el año de 1998.

## Clubes
| Club                         | País    | Año       | Goles  |
| ---------------------------- | ------- | --------- | ------ |
| Zenit San Petersburgo        | Rusia   | 1995-2003 | 199(8) |
| Zenit San Petersburgo 2      | Rusia   | 1999      | 2(1)   |
| Chernomorets Odessa          | Ucrania | 2004      | 12(0)  |
| FC Saturn Moskovskaya Oblast | Rusia   | 2004-2010 | 142(1) |
| Anzhí Majachkalá             | Rusia   | 2011-     | 4(0)   |